# Max Verworn
Max Verworn (Berlin, 1863 - Bonn, 1921) est un physiologiste allemand. Il est l'un des principaux défenseurs de la physiologie générale, champ de recherche en biologie qui, dans la seconde moitié du XIXe siècle, propose une approche au carrefour de la théorie cellulaire, de la théorie de l'évolution et de la physiologie expérimentale.

## Biographie
Verworn fréquente le lycée Frédéric-Guillaume de Berlin, avant d'entreprendre des études de médecine, de botanique et de zoologie qui lui donnent l'occasion de rencontrer Emil du Bois-Reymond, Rudolph Virchow et Franz Eilhard Schulze. Il consacre sa thèse de doctorat à l'étude des bryozoaires, puis il s'installe à Iéna afin de poursuivre ses travaux de recherche avec Ernst Haeckel, William Thierry Preyer et Wilhelm Biedermann (de). Pendant ses études, il devient membre de la Jenaische Burschenschaft Germania (de). Il reçoit en 1889 le titre de docteur en médecine pour ses travaux expérimentaux sur la physiologie des protozoaires, et il devient en 1895 professeur extraordinaire à l'Université d'Iéna. Après un passage à l'Institut de physiologie de Göttingen, il reçoit en 1910 une chaire à l'Université de Bonn où il compte de nombreux élèves.
Les recherches expérimentales de Verworn portent principalement sur les processus élémentaires qui ont lieu dans le tissu musculaire, les fibres nerveuses et les organes des sens. À la différence de Claude Bernard ou d'Emil du Bois-Reymond qui s'intéressent aux organismes dans leur ensemble, il prend quant à lui pour point de départ ces organismes élémentaires que sont les cellules et les organismes unicellulaires. Influencé par l'évolutionnisme de Haeckel il considère que tous les phénomènes physiologiques observés chez les organismes supérieurs peuvent déjà être repérés dans les formes les plus élémentaires de la vie. Verworn développe également un intérêt pour les formes de la pensée humaine (associations, mémoire...).
Verworn publie en 1895 sa Physiologie Générale (Allgemeine Physiologie), où il complète la pathologie cellulaire proposée par Virchow par une physiologie cellulaire. Cet ouvrage connait une audience au-delà du public scientifique, notamment parce que Verworn y donne une présentation claire du débat concernant la relation entre physiologie entre psychologie, l'opposition entre vitalisme et mécanisme, ou encore le problème du monisme.
En 1902, Verworn fonde la Revue de Physiologie générale (Zeitschrift für Allgemeine Physiologie) dont il est l'éditeur jusqu'à sa mort. Au début du XXe siècle, ses intérêts s'étendent à la question de la phylogénèse, de l'ontogénèse et de la créativité humaine. Ses travaux physiologiques sont alors augmentés de recherche de type anthropologique, culturelles et historiques.

## Écrits
- Psycho-physiologische Protistenstudien 1889
- Die polare Erregung der Protisten durch den galvanischen Strom. Archiv für die gesammte Physiologie des Menschen und der Thiere 45 (1889), 1-36
- Die Bewegung der lebendigen Substanz 1892
- Die physiologische Bedeutung des Zellkerns. Archiv für die gesammte Physiologie des Menschen und der Thiere 51 (1892), 1-118
- Allgemeine Physiologie 1895
- Der körnige Zerfall: Ein Beitrag zur Physiologie des Todes. Archiv für die gesammte Physiologie des Menschen und der Thiere 63 (1896), 253-272
- Physiologie générale, traduit sur la deuxième édition allemande par E. Hédon, Schleicher frères (Paris), 1900, Texte disponible sur LillOnum
- Die Biogenhypothese 1903
- Naturwissenschaft und Weltanschauung 1904
- Prinzipienfragen in d. Naturwissenschaft 1905
- Die Erforschung des Lebens 1907
- Die Mechanik des Geisteslebens 1907
- Zur Psychologie der primitiven Kunst 1907
- Die Frage nach den Grenzen der Erkenntnis 1908